# 空軍サイバー軍団
空軍サイバー軍団(Air Force Cyber Command,AFCYBER)は2008年中に開設が予定されていたアメリカ空軍の組織。アメリカ空軍の10番目の主要軍団となる予定であったものであり、2006年に設立がアナウンスされた。
2007年夏までに設立予定であったがこれは延期された。その上で、他部署との任務分担の再検討やアメリカ空軍参謀総長の交代もあり、2008年8月に開設準備が一時中止されている。最終的に、10月6日に設立中止が発表された。

## 概要
空軍サイバー軍団は、電子戦・情報戦・サイバー戦を担当し、航空・宇宙空間のみならずサイバー空間においてもアメリカ合衆国を防衛することを目的としていた。中将が指揮を執る。機材などは航空戦闘軍団(ACC)および空軍宇宙軍団(AFSPC)より供出される予定であった。
なお、開設までの名称はAir Force Cyber Command(Provisional)となり、暫定的な司令部所在地はルイジアナ州バークスデール空軍基地。作戦部隊としては第24空軍が予定されていたが、これは空軍宇宙軍団の傘下で設立されることとなった。
部隊のエンブレムは、かつての戦略航空軍団のものを再利用している。

## 配属予定だった主要部隊
- 第67ネットワーク戦団 (67th Network Warfare Wing)
- 第450電子戦航空団 (450th Electronic Warfare Wing)
- 第688情報作戦団 (688th Information Operations Wing)
- 第689サイバー空間団 (689th Cyberspace Wing)